# Cranberry
De cranberry of lepeltjesheide (Vaccinium macrocarpon Ait.), ook onder de naam grote veenbes in Heukels' Flora genoemd geweest, is een plant uit de heidefamilie (Ericaceae). Het is een kruipende of overhangende plant met dunne stengels. In Nederland is de plant algemeen op de Waddeneilanden, vrij zeldzaam in het Drents district en zeer zeldzaam in de rest van Nederland. De plant wordt onder meer in Noord-Amerika geteeld.

## Kenmerken
De knikkende bloem heeft een lange bloemsteel en is ongeveer 5 mm lang. De kleur varieert van roze tot rood. De kroonbladeren zijn sterk teruggeslagen en de meeldraden en stempel steken duidelijk uit. De bladeren zijn ovaal tot eirond (zie bladvorm voor definities), 4 tot 10 mm lang en hebben omgerolde randen. Aan de onderzijde is het blad blauwgroen; de bovenzijde is donkergroen. De bloeiperiode loopt van juni tot augustus. De bes is bol- of peervormig en heeft een doorsnede van 6-8 mm. Bessen zijn rijp tussen september en november, en zijn rood; later worden ze bruin en gevlekt.

## Verspreiding
De soort komt oorspronkelijk uit Noord-Amerika en is in Europa een exoot. Het verhaal gaat dat in 1845 een vat bessen op Terschelling aanspoelde en door een jutter achter de eerste duinenrij werd gebracht, omdat hij dacht dat het om een waardevol vat wijn ging. Toen de inhoud uit bessen bleek te bestaan, liet hij die ter plaatse achter, waarna de soort zich op Terschelling uit kon zaaien. Levende planten werden daar in 1868 ontdekt door botanicus Franciscus Holkema. Vóór die tijd werd de soort al in Engeland en Duitsland gekweekt om de eetbare en vitamine C-rijke vruchten.
Op Terschelling komen uitgebreide velden van de cranberry voor in vochtige zure duinvalleien; de pluk van de bessen is er aan een cranberry-bedrijf verpacht. Ook op Vlieland komen grotere velden voor. Op de overige Waddeneilanden is de cranberry minder algemeen. De cranberry wordt in kleine aantallen gevonden in het Fochteloërveen en het Eesveen op de grens van Friesland en Drenthe en daarnaast in het Wormer- en Jisperveld en in Noord-Brabant op de Kampina. In België handhaaft zich een kleine populatie op de Kalmthoutse Heide. Op Terschelling staat de plant bekend als 'Pieter-Sipkesheide', naar de vinder van het vat in 1845.

### Habitat
De cranberry heeft een voorkeur voor zure grond, zoals heide, veen en bossen, maar moet niet verward worden met de van nature op vergelijkbare standplaats voorkomende, inheemse kleine veenbes (Vaccinium oxycoccos).

### Plantengemeenschap
De cranberry is een kensoort voor de hoogveenmos-orde.

## Naamgevingsgeschiedenis
De soort werd door William Aiton in 1789 als Vaccinium macrocarpon benoemd. Door Christiaan Hendrik Persoon werd ze in 1805 als Oxycoccus macrocarpos in het geslacht veenbes (Oxycoccus Hill) geplaatst, waarin hij ook de in Europa inheemse veenbes (Vaccinium oxycoccos L.) plaatste (als Oxycoccus palustris; de naam Oxycoccus oxycoccos (L.) MacMill. van 1892 wordt als een ongeldig tautoniem beschouwd). Al in 1837 betwijfelde Wilhelm Daniel Joseph Koch de status van Oxycoccus als zelfstandig geslacht, en hij plaatste het als een sectie in het geslacht Vaccinium. In Flora Europaea wordt Oxycoccus opgevat als een ondergeslacht van Vaccinium, en die opvatting wordt door Heukels' flora gevolgd, waarmee de naam van de soort weer de oorspronkelijk gepubliceerde werd.

### Andere namen
De cranberry heet in het Nederlands ook wel:
- Lepeltjesheide
- Grote veenbes (ingevoerd in de 21e druk van Heukels' flora, later weer opgegeven)
- Amerikaanse veenbes
- Moerasbes

## Teelt

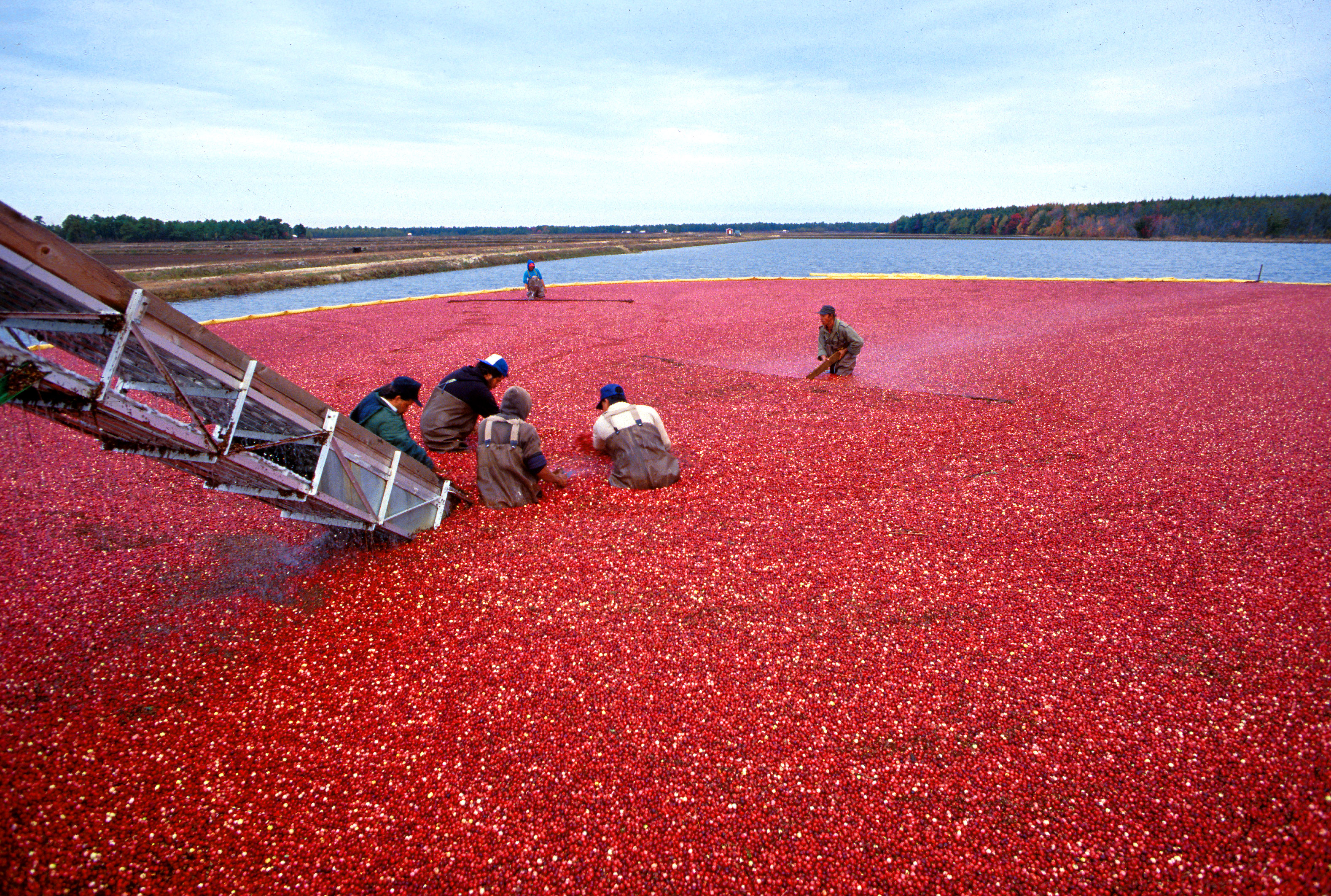
Cranberryoogst in New Jersey

Het gebruik van de cranberry als medicinale plant was al bekend bij de Noord-Amerikaanse indianen. In de Verenigde Staten van Amerika en in Canada ontstonden er in de loop van de negentiende eeuw commerciële cranberryculturen, met name in de Amerikaanse staten Massachusetts, Wisconsin en New Jersey. In 1864 had Massachusetts al meer dan 3000 hectare cranberryvelden. Omdat de cranberry op lange zeereizen gebruikt werd als middel tegen scheurbuik, was er ook in Europa belangstelling voor commerciële teelt van de cranberry. De eerste pogingen werden ondernomen in de negentiende eeuw in Engeland en Duitsland. Na de ontdekking van de cranberry op Terschelling ontstond ook in Nederland belangstelling voor commerciële teelt. In 1885 bezocht de kweker G.J. Borgesius uit Musselkanaal Terschelling, en kreeg van de gemeente Terschelling toestemming plantmateriaal mee naar zijn woonplaats te nemen. Van dit plantmateriaal begon hij in Bovensmilde in Drenthe een cranberrykweek die tot 1935 in stand werd gehouden. Nadien verdween de kweek hier snel.
Op Terschelling was er aanvankelijk sprake van pluk van in het wild voorkomende bessen. Tussen 1886 en 1900 werd de pluk bevorderd door de heren Wichers (onderwijzer op Terschelling) en Mulder (gepensioneerd technicus en inwoner van Terschelling). De groeiplaatsen in de duinen van Terschelling waren toen nog in eigendom van de gemeente Terschelling. De bessen werden na de pluk opgekocht en geëxporteerd naar Engeland. Na 1909 kwamen de duinen van Terschelling in beheer bij Staatsbosbeheer en werd de pluk verpacht aan enkele cranberrybedrijven. De cranberryvegetaties hadden echter te lijden onder verdroging als gevolg van de aanleg van ontwateringssloten door Staatsbosbeheer. Tussen 1917 en 1920 kreeg pachter C. Bloem de kans enkele duinvalleien, het Studentenplak en het Waterplak, te ontginnen en te beplanten met cranberrystekken. Ook een goed waterbeheer werd hier mogelijk gemaakt. Veenbesvelden werden soms bezand met een dun laagje duinzand om de wortelvorming van de planten te verbeteren. Na de Tweede Wereldoorlog verruigden de cranberryvelden door overwoekering met andere planten. Terschelling heeft nog steeds bijna 50 hectare cranberryvegetaties. De oogst kan variëren van enkele honderden kilo's in zeer slechte jaren (bij nachtvorstschade) tot meer dan 200 ton in zeer goede jaren. Van de cranberry worden talloze producten gemaakt, die op Terschelling vooral door toeristen worden gekocht.

## Gebruik

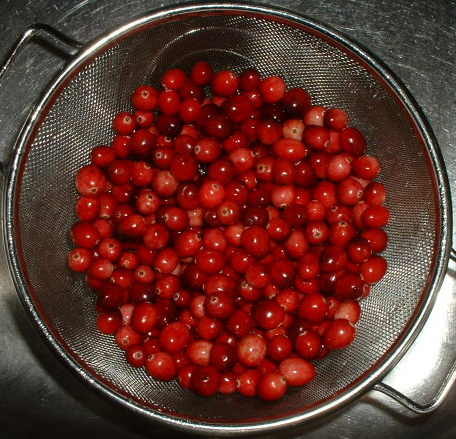
Cranberry's

Bereidingen van cranberry's (bijvoorbeeld gedroogd of als cranberrysap) zijn effectief in de preventie en behandeling van blaasontsteking. Er zijn drie soorten verbindingen in cranberry's die verantwoordelijk worden gehouden voor dit effect. De proanthocyanidines in cranberry's remmen de aanmaak van de bacteriële celwand en voorkomen de expressie van de haartjes (pili) waarmee de E. coli zich probeert te hechten aan het epitheel in de urinebuis. De proanthocyanidines zijn in cranberry op een andere wijze (A-type) gebonden in vergelijking met die in andere fruitsoorten (B-type). Juist deze type A-proanthocyanidines zijn effectief in het voorkomen van kolonisatie door E. coli. Ook fructose in cranberry's heeft enige anti-adhesieve eigenschappen, maar vooral mannose vermindert de hechting van pathogene bacteriën. Daardoor verminderen de kolonisatiemogelijkheden van deze bacteriën, waardoor ze via de urinestroom naar buiten worden gespoeld.
Cranberry's kunnen op diverse manieren gebruikt worden:
- vers
- gedroogd
- als cranberrysap
- gekookt (cranberrycompote)
- als capsules[8]

## Inhoudsstoffen

### Mineralen
De cranberry bevat de volgende mineralen (in parts per million)
- kalium 530
- natrium 20
- calcium 130
- fosfor 80
- magnesium 55
- jodium 0,05
- zwavel 50
- chloride 40
- ijzer 4
- mangaan 6
- koper 4

### Vitaminen
In de cranberry komen de volgende vitaminen voor:
- vitamine A 40 IE
- vitamine C 7,5 - 10,5 mg/100 gram
- vitamine B-complex:
  - thianin B1 13,5 µg/100 gram
  - riboflavine 3 µg/100 gram
  - nicotinezuur 33 µg/100 gram
  - pantotheenzuur 25 µg/100 gram
  - pyridoxine 10 µg/100 gram
  - biotinesporen.

### Overige inhoudsstoffen
De cranberry bevat behalve vitamine C ook proanthocyanidinen (onder meer epicatechine). De bessen bevatten ook oxaalzuur, benzoëzuur en isoforon.